# Dialeurodes endospermae
Dialeurodes endospermae là một loài côn trùng cánh nửa trong họ Aleyrodidae, phân họ Aleyrodinae.
Dialeurodes endospermae được Corbett miêu tả khoa học đầu tiên năm 1935.